# Station Chrzanów Kąty
Station Chrzanów Kąty is een spoorwegstation in de Poolse plaats Chrzanów.